# Короїд зморшкуватий
Короїд зморшкуватий (Scolytus rugulosus) — жук з родини довгоносиків. Пошкоджує яблуню, абрикос, вишню та інші плодові культури. Поширений в усіх зонах України.

## Опис
Чорний маленький жук, 2,5 міліметри завдовжки. Надкрила темно-коричневі, з нерівною матовою поверхнею.

## Шкодочинність
Шкодить як і плодовий короїд, але частіше нападає на кісточкові породи, іноді пошкоджує шипшину і виноградну лозу. Слабі дерева, пошкоджені короїдом, швидко засихають. На пошкоджених гілках і стовбурах у корі легко можна помітити багато круглих отворів діаметром близько 2 міліметрів. Шкідник нападає на сильні, здорові дерева, але личинкові ходи швидко заповнюються камеддю, яку виділяють рослини, і це викликає загибель личинок короїдів. В таких випадках зрошення і підживлення рятують дерево від усихання.